# Olympia (pel·lícula)
Olympia és una pel·lícula documental alemanya en dues parts rodada per Leni Riefenstahl el 1936 per als Jocs Olímpics d'Estiu de 1936 i publicada el 20 d'abril del 1938.

## Orígens de la pel·lícula
Ja autora del documental Triumph des Willens (1934), Hitler aprecia molt el treball estètic d'aquesta cineasta i li demana de dirigir una obra sobre els Jocs Olímpics que es farien a Berlín. Leni Riefenstahl, que ja havia fet Triumph des Willens, exigeix mitjans excepcionals per dirigir una obra innovadora. Hitler li dona plens poders, fet que permet a la directora trobar angles inèdits, treballar amb alentiments i experimentar amb càmeres en moviment. L'equip de la pel·lícula va tenir un pressupost d'1,8 milions de Reichsmarks proporcionats íntegrament pel règim nazi, i comprenia més de 300 persones, de les quals 40 n'eren càmeres. Aquests últims treballen mesos abans de l'inici de les competicions per tal de dur a terme les tècniques inèdites, com la càmera catapulta per a les proves de salt, o la posada en escena de rails de travelling al llarg de les pistes d'atletisme.

## La pel·lícula
La primera part es titula Festa dels pobles (Fest der Völker) i la segona Festa de la bellesa (Fest der Schönheit). El muntatge va durar quinze mesos. Conservant menys del 10% de les imatges filmades al curs de dues setmanes de competicions, Riefenstahl accentua particularment l'estètica dels cossos.
Hi ha tres versions de la pel·lícula: en alemany, en anglès i en francès. Hi ha petites diferències de traducció entre les tres versions. A més, Riefenstahl retocà la seva pel·lícula després que s'hagués estrenat.

## Estrena i rebuda de la pel·lícula
La pel·lícula fou presentada el 20 d'abril del 1938, el dia de l'aniversari del Führer. Goebbels va quedar impressionat pel treball de Riefenstahl, i li donà una recompensa de 100.000 Reichsmarks que s'afegiren als 250.000 RMS rebuts inicialment.
La pel·lícula rep el Deutscher Filmpreis 1937/38, el premi suec Polar-Preis 1938, una medalla d'or del Comitè Olímpic Internacional el 1938 també, i un diploma olímpic el 1948 al Festival de Lausanne. Olympia és també recompensada amb una Copa Mussolini al Festival de Venècia.
Hollywood, tanmateix, comença un boicot contra les pel·lícules de Leni Riefenstahl el 1939 a causa del seu posicionament a favor del règim nazi.
Després de la Segona Guerra Mundial, aquesta pel·lícula esdevé una Obra de propaganda del Tercer Reich. Mekas escriu el 1974: I vet aquí la meva última declaració a propòsit de les pel·lícules de Riefenstahl: si sou un idealista, hi veureu idealisme; si sou clàssic, veureu en aquestes pel·lícules una oda al classicisme; si sou un nazi, hi veureu nazisme".
En les seves memòries, Riefenstahl precisa: He rodat Olympia com una celebració de tots els atletes i un record de la teoria de la superioritat de la raça ària. L'atleta negre estatunidenc Jesse Owens està present a la pel·lícula, com tots els altres vencedors "no aris", però certs autors fan notar a propòsit d'Els déus de l'estadi: Mostren, amb un poder de seducció intemporal, l'ésser humà com una forma pura, definit per les seves actituds i els seus atributs identitaris, i no la seva capacitat per existir com a individu.